# Gieorgij Kurdiumow
Gieorgij Wiaczesławowicz Kurdiumow (ros. Георгий Вячеславович Курдюмов, ur. 1 lutego?/14 lutego 1902 w Rylsku, zm. 6 lipca 1996 w Moskwie) – radziecki fizyk i metaloznawca.

## Życiorys
W 1919 roku ukończył gimnazjum w Rylsku, pracował jako nauczyciel w szkole wiejskiej i gminny inspektor szkolny. W 1926 roku ukończył Państwowy Fizyko-Techniczny Instytut Rentgenologiczny w Leningradzie, gdzie później kierował laboratorium. Od 1932 roku kierował katedrą fizyki metali Dniepropietrowskiego Instytutu Fizyko-Technicznego, w latach 1937–1944 był dyrektorem tego instytutu, po ataku Niemiec na ZSRR był ewakuowany do Magnitogorska wraz z Instytutem. W latach 1944–1978 był dyrektorem Instytutu Metaloznawstwa Centralnego Instytutu Naukowo-Badawczego Czarnej Metalurgii, w 1945 roku zorganizował w Kijowie laboratorium fizyki metali Akademii Nauk Ukraińskiej SRR, przemianowane później na Instytut Fizyki Metali. Akademia Nauk ZSRR wybrała go członkiem korespondentem w 1946 roku, członkiem rzeczywistym w 1953 roku. Od 1962 roku był dyrektorem Instytutu Fizyki Ciała Stałego Akademii Nauk ZSRR. Był autorem trzech monografii naukowych, członkiem Akademii Nauk NRD, Narodowej Akademii Inżynieryjnej USA, Japońskiego Instytutu Metali, doktorem honoris causa Akademii Górniczo-Hutniczej w Krakowie. Wypromował ponad 20 doktorów nauk i 100 kandydatów nauk. 

## Odznaczenia
- Order Czerwonego Sztandaru Pracy (1945, 1958)
- Order Lenina (1954, 1962, 1969, 1975, 1982)
- Złoty Medal „Sierp i Młot” Bohatera Pracy Socjalistycznej (1969)
- Order Rewolucji Październikowej (1972)